# Prevenció de la trombosi
La prevenció de la trombosi o tromboprofilaxi és un tractament mèdic per evitar el desenvolupament de la trombosi (coàguls de sang dins dels vasos sanguinis) en els que es consideren de risc de desenvolupar-ne. Algunes persones tenen un risc més elevat de formar coàguls de sang que d'altres. Les mesures de prevenció o intervencions normalment es comencen després de la cirurgia, ja que les persones corren un risc més elevat per la immobilitat.
Les persones sotmeses a cirurgia amb càncer tenen un major risc de presentar coàguls de sang (metaanàlisi de 20 estudis amb 9771 pacients). Els anticoagulants, tenen diferents perfils d'efectivitat i seguretat. No es van identificar cap diferència entre els efectes dels diferents anticoagulants de la sang sobre la mort, el desenvolupament d'un coàgul o el sagnat.
Les dades de cinc estudis amb 422 participants van suggerir que l'efecte de l'heparina de baix pes molecular (HBPM) sobre la mort en comparació amb l'heparina no fraccionada era incert.
Es pot fer un tractament farmacològic i no farmacològic. El risc de desenvolupar coàguls sanguinis es pot modificar mitjançant modificacions de l'estil de vida, la interrupció dels anticonceptius orals i la pèrdua de pes. En aquelles persones amb alt risc se solen utilitzar ambdues intervencions. Els tractaments per prevenir la formació de coàguls comporten el risc de sagnar.
Un dels objectius de la prevenció de coàguls de sang és limitar l'estasi venosa, ja que aquest és un factor de risc important per formar coàguls de sang a les venes profundes de les cames. L'estasi venosa es pot produir durant els llargs períodes de no moure’s. També es recomana la prevenció de trombosi durant els viatges aeris. La profilaxi de trombosi és eficaç per prevenir la formació de coàguls de sang, i la possibilitat de formar èmbols que poden viatjar a través del sistema circulatori i provocar bloqueig i mort posterior dels teixits on van a parar els coàguls, principalment als pulmons. A Clarence Crafoord se li atribueix el primer ús de la profilaxi de trombosi a la dècada de 1930.